# 7e régiment d'artillerie à pied (1910-1918)
Pour les articles homonymes, voir 7e régiment.
Ne doit pas être confondu avec 7e régiment d'artillerie à pied.
Le 7e régiment d'artillerie à pied est une unité de l'armée française ayant notamment participé à la Première Guerre mondiale. Ses traditions sont reprises par le 157e régiment d'artillerie à pied.

## Chefs de corps
- 1916 - 1918 : lieutenant-colonel Sckalk[1],[2]

## Historique

### 1910 - 1914
Le 7e régiment d'artillerie à pied est créé le 1er mars 1910 lorsque les 18 bataillons d'artillerie à pied sont regroupés en 11 régiments d'artillerie à pied. 
Il a une portion à Nice (ex-13e bataillon d'artillerie à pied) et une portion en Corse.

### Première Guerre mondiale
Le 1er mars 1916, le 7e RAP est reconstitué à partir des 4e, 11e et 26e batteries du 6e régiment d'artillerie à pied. Le 7e RAP est dissout en septembre 1918 et sept batteries, les états-majors de ses trois groupes et son état-major régimentaire rejoignent le 155e régiment d'artillerie à pied.

## Drapeau
Le 7e régiment d'artillerie à pied reçoit un drapeau qui ne porte aucune inscription,..